# მ
Das Man (მ) ist der zwölfte Buchstabe des georgischen Alphabets. Der Buchstabe stellt den Laut [⁠m⁠] dar und wird im Deutschen mit dem Buchstaben M transkribiert.
Heute wird im Mchedruli-Alphabet nur noch das მ verwendet. Im historischen Chutsuri-Alphabet gab es noch den Großbuchstaben Ⴋ; das kleingeschriebene Pendant dazu war das ⴋ.
Es war dem Zahlenwert 40 zugeordnet.

dekorativer Assomtawruli-Buchstabe: მ (m), 12. Jahrhundert

## Zeichenkodierung
Das Man ist in Unicode an den Codepunkten U+10DB (Mchedruli) bzw. U+10AB (Chutsuri-Großbuchstabe) und U+2D0B (Chutsuri-Kleinbuchstabe) zu finden.